# بارویر گالستیان
بارویر گالستیان (به ارمنی: Պարոյր Գալստեան) در سال ۱۹۲۳ میلادی (۱۳۰۲ خورشیدی) در قزوین به دنیا آمد. در کودکی همراه خانواده‌اش به مسجدسلیمان رفت. پس از پایان تحصیلات دورهٔ متوسطه در ۱۹۴۲ (۱۳۲۱) به تهران آمد و در خیابان لاله‌زار مقابل سینما متروپل (رودکی کنونی) یک کیوسک فروش نشریات خارجی برپا کرد. از ۱۹۵۳ (۱۳۳۲) آغاز به انتشار نشریهٔ «ستاره سینما» کرد. نخستین شمارهٔ «ستاره سینما» در ۱۹۵۳ (۲۸ آبان ۱۳۳۲) در ۲۴ صفحه منشتر شد. از این نشریه تا سال ۱۹۷۸ (۱۳۵۷)، هزار و شصت و هفت شماره (تا دوم دی ۱۳۵۷) منتشر شد و با دوام‌ترین نشریه سینمایی تاریخ مطبوعات ایران لقب گرفت. گالستیان که از ابتدای دههٔ چهل با بابکن آویدیسیان و آرتوش سرکیسیان در کار توزیع فیلم همکاری داشت، پس از انقلاب و پس از اینکه «ستاره سینما» تعطیل شد، مدتی به کمک صابر رهبر مدیریت سینما کریستال را برعهده داشت. همسر اسپانیایی الاصلش به همراه دو دخترش پیش از انقلاب از ایران خارج شده بودند و وی نیز در ۱۹۹۰ (۱۳۶۹) از ایران مهاجرت کرد.